# Nelson Benítez
Nelson Pablo Benítez (Villa Huidobro, 24 maggio 1984) è un ex calciatore argentino, di ruolo difensore.

## Palmarès

### Club

#### Competizioni nazionali
- Campionato argentino: 1

Lanús: Apertura 2007
- Campionato portoghese: 1

Porto: 2008-2009